# 진주 부사정
진주 부사정(晉州 浮奢亭)은 대한민국 경상남도 진주시 금산면 가방리에 있는, 조선 선조 33년(1600) 조선 중기 문신인 부사 성여신(1546∼1632)의 제자가 선생의 호를 따서 지은 정자로, 유학을 가르치던 곳이다.
1993년 12월 27일 경상남도의 문화재자료 제197호 부사정으로 지정되었다가, 2018년 12월 20일 현재의 명칭으로 변경되었다.

## 개요
조선 선조 33년(1600) 조선 중기 문신인 부사 성여신(1546∼1632)의 제자가 선생의 호를 따서 지은 정자로, 유학을 가르치던 곳이다.
정조 9년(1785)에 반구정 외 17동이 불에 타 없어져 지금은 부사정 외 1동이 남아 있다.
이 정자는 앞면 4칸 규모인 목조기와집이다.

## 참고 문헌
- 진주 부사정 - 국가유산청 국가유산포털